# Laaer Berg
Der Laaer Berg (sprich: Laa-a Berg, umgangssprachlich auch kurz: La-Berg) liegt am Südrand Wiens, im 10. Wiener Gemeindebezirk, Favoriten. An seiner höchsten Erhebung misst er 251 Meter.

## Geographie
Der Laaer Berg  bildet mit dem westlich gelegenen Wienerberg (244 m ü. A.) und dem dazwischenliegenden Boschberg den weitesten Vorsprung des Wienerwalds in das Wiener Becken und gehört zur Terrassenlandschaft am Beckenrand. Der Hügelzug liegt zwischen dem Tal der Wien (zum Donaukanal) und der Donau im Norden und der Niederung der Liesing (zur Schwechat) im Süden. Er bildet den östlichsten Ausläufer der Nordalpen im Raum Wien und den Sporn zwischen dem Donautal und dem Talungstrichter des südlichen Wiener Beckens und des Steinfelds.
Nordhang
Auf dem Nordhang, der den Übergang zum dicht verbauten Stadtgebiet und zum Ankerbrot-Gelände bildet, verläuft die meistbefahrene Autobahn Österreichs, die Stadtautobahn Südosttangente. Über und neben ihr entstanden bis 2008 im Rahmen des städtebaulichen Projekts „Monte Laa“ Büro- und Wohnhausanlagen. Der nördliche Teil des Hügels ist außerdem durch das Landschaftsschutzgebiet Laaer Wald geprägt; an seinem Rand besteht ein kleiner historischer Vergnügungspark namens Böhmischer Prater. Südlich davon liegt an der Laaer-Berg-Straße der alte Grenzstein Magere Henne.
Westen
Im Westen finden sich die Generali-Arena und das Laaerbergbad. Westlich der Favoritenstraße, wo seit 2017 die U1 mit den Stationen Altes Landgut und Alaudagasse den Zugang zum Laaer Berg erleichtert, geht der Berg in den mit 244 Meter etwas niedrigeren Wiener Berg über.
Südhang
Auf dem Südhang nehmen die Per-Albin-Hansson-Siedlung Ost, das Gebiet Neulaa und der große Kurpark Oberlaa mit der Therme Wien, der aus dem Gelände der Wiener Internationalen Gartenschau (WIG) 1974 hervorgegangen ist, den meisten Raum ein. Dort befinden sich außerdem mit Neulaa und Oberlaa zwei weitere Stationen der U1. Am südlichen Fuß finden sich am Liesingbach die beiden Orte Oberlaa und Unterlaa, nach denen der Laaer Berg benannt ist; ihre Heurigenlokale werden nicht nur von Ortsbewohnern besucht.
Osthang

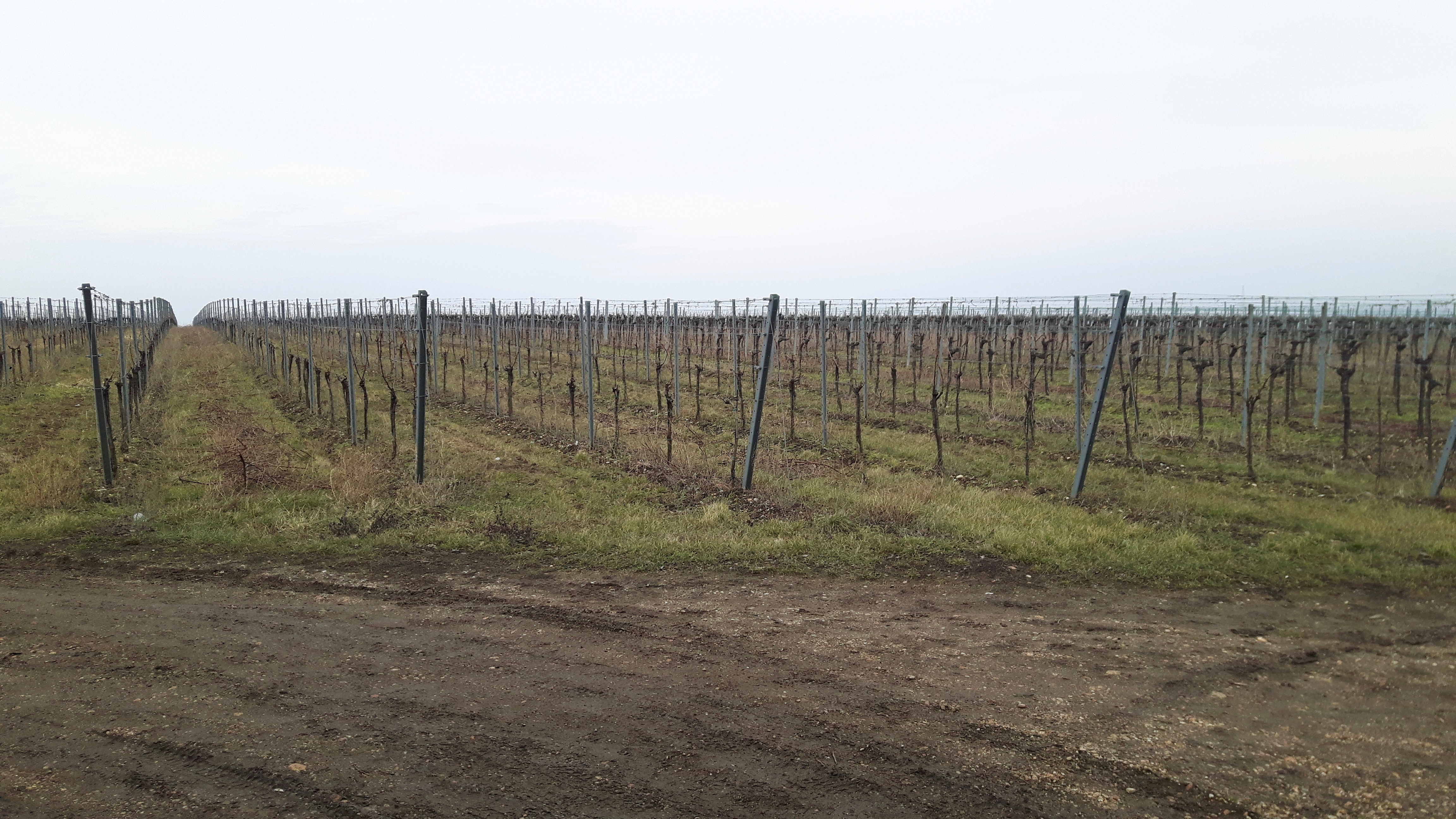
Weinbau am Laaer Berg

Der Osthang des Laaer Berges wird für Weinbau genutzt. Hier befindet sich auch der Goldberg, auf dem eine der letzten Kolonien von Zieseln auf Wiener Gebiet existiert.
Der Laaer Berg ist Namensgeber des gleichnamigen, aus zwei Zählsprengeln bestehenden Zählbezirks der amtlichen Statistik.

## Geologie
Der Laaer Berg besteht aus Sanden und Tonen (umgangssprachlich auch als Lehm bezeichnet) des Pannonium und ist im obersten Bereich von eiszeitlichen Schottern der höchsten der sechs Flussterrassen bedeckt, die von der Donau treppenartig abgelagert wurden. Die Gliederung der Terrassen des Wiener Raums ist jedoch noch nicht vollständig geklärt, da das Wiener Becken (Einbruchsbecken) bis heute ein tektonisch aktiver Raum ist und deshalb Verstellungen durchaus möglich sind.

## Natur

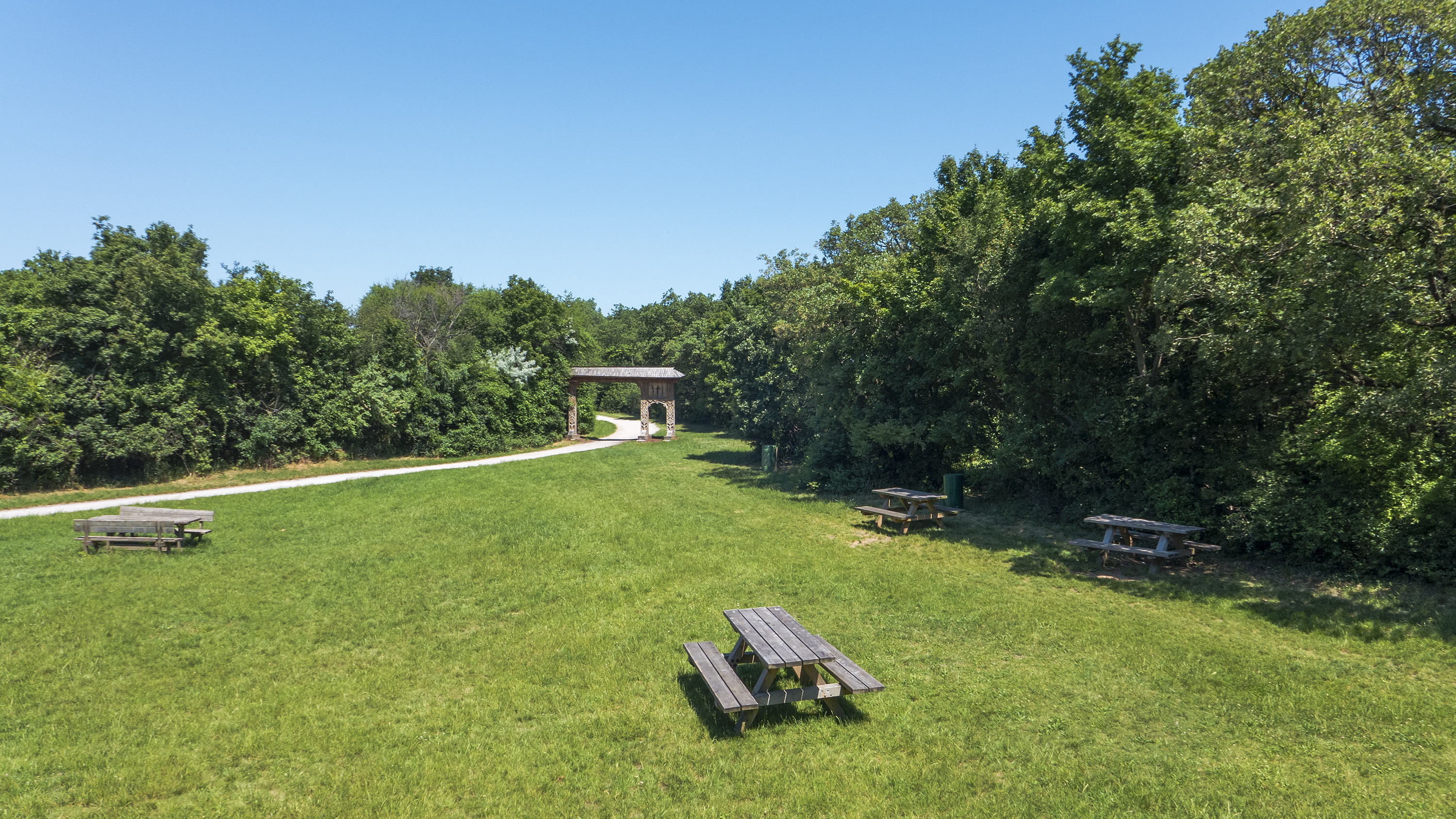
Laaer Wald

Der größte Teil des Laaer Bergs war ursprünglich intensiv beweidet und waldfrei und nur auf seiner Kuppe wuchs ein lichter Flaumeichenwald, der bereits 1583 von Clusius als „Silvula [...] ad Lachen“ erwähnt worden war. Die offenen Steppenflächen beherbergten eine für Wien einzigartige pannonische Flora mit vielen seltenen Arten. Aufgrund des Nebeneinanders von Trockenrasen und Feuchtstandorten in der Umgebung der Ziegelteiche bestand ein außergewöhnlicher Artenreichtum. Bereits 1905, als der Wiener Grüngürtel geplant wurde, bestand die Absicht 234 Hektar Wald am Laaer Berg aufzuforsten. Dieses Vorhaben wurde jedoch erst 1953 mit rund 50 Jahren Verspätung im Ausmaß von 40 Hektar begonnen. Aufgrund der geologischen Beschaffenheit und Trockenheit der Schotterböden kam es jedoch zu starken Ausfällen und nach drei Jahren war nur mehr ein Zehntel der aufgestockten Bäume am Leben. Daraufhin ließ die Stadtverwaltung, die sich vom Vorhaben nicht abbringen lassen wollte, mit Baggern große Gräben ausheben, mit Erde verfüllen und die dort ausgepflanzten Bäume aufwändig künstlich bewässern. Erst 1982 konnte der nun gut angewachsene Wald der Öffentlichkeit zugänglich gemacht werden. Aus heutiger naturschutzfachlicher Sicht wird die damals gut gemeinte Aufforstung und Zerstörung der einzigartigen Trockenvegetation übereinstimmend negativ betrachtet, bewahrte den Berg aber möglicherweise immerhin davor verbaut zu werden.

## Geschichte

### Ziegelwerke

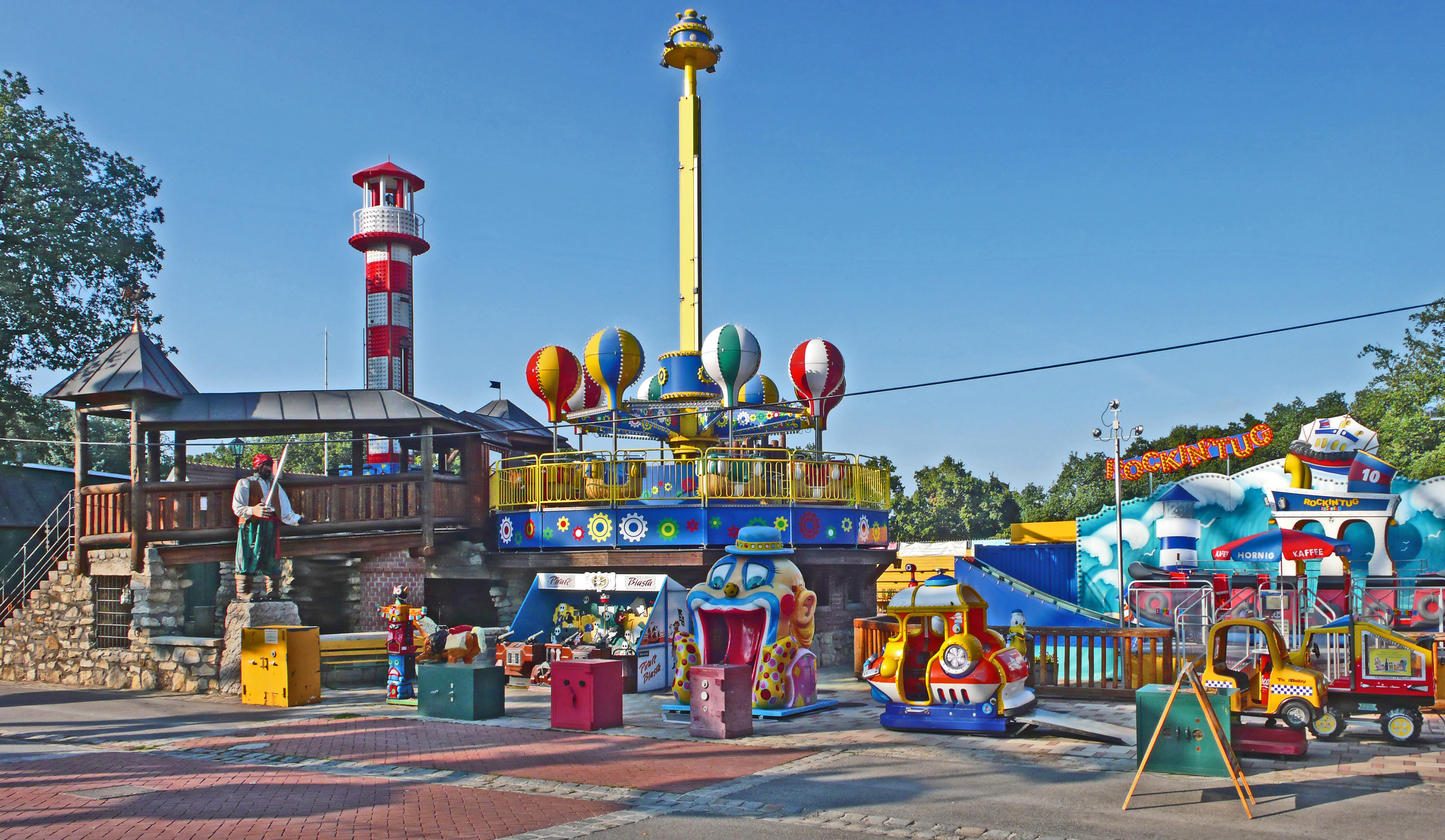
Böhmischer Prater

Im 19. Jahrhundert war der Laaer Berg, wie auch der Wienerberg, aufgrund von Lehmvorkommen durch Ziegelgruben und Ziegelwerke geprägt. Die dort beschäftigten Arbeiter stammten vorwiegend aus den Kronländern Böhmen und Mähren. Sie waren österreichische Staatsbürger und hatten oft Tschechisch als Muttersprache. Aus dieser Zeit stammt der Ausdruck Ziegelböhm.
Es herrschten ausbeuterische Arbeitsverhältnisse, wie der Armenarzt und spätere Vorsitzende der Sozialdemokratie, Viktor Adler, der sich unerkannt in eines der Werke der Wienerberger AG einschleusen konnte, feststellen musste. Zu dieser Zeit entstand am Rande des Laaer Berges der Böhmische Prater, der den Arbeitern der Ziegelfabriken Freizeitvergnügen bot. Die vom exzessiven Lehmabbau entstandenen Gruben füllten sich später mit Grundwasser und wurden mit Parks umgeben.

### Ehemalige Radiotelegrafiestation

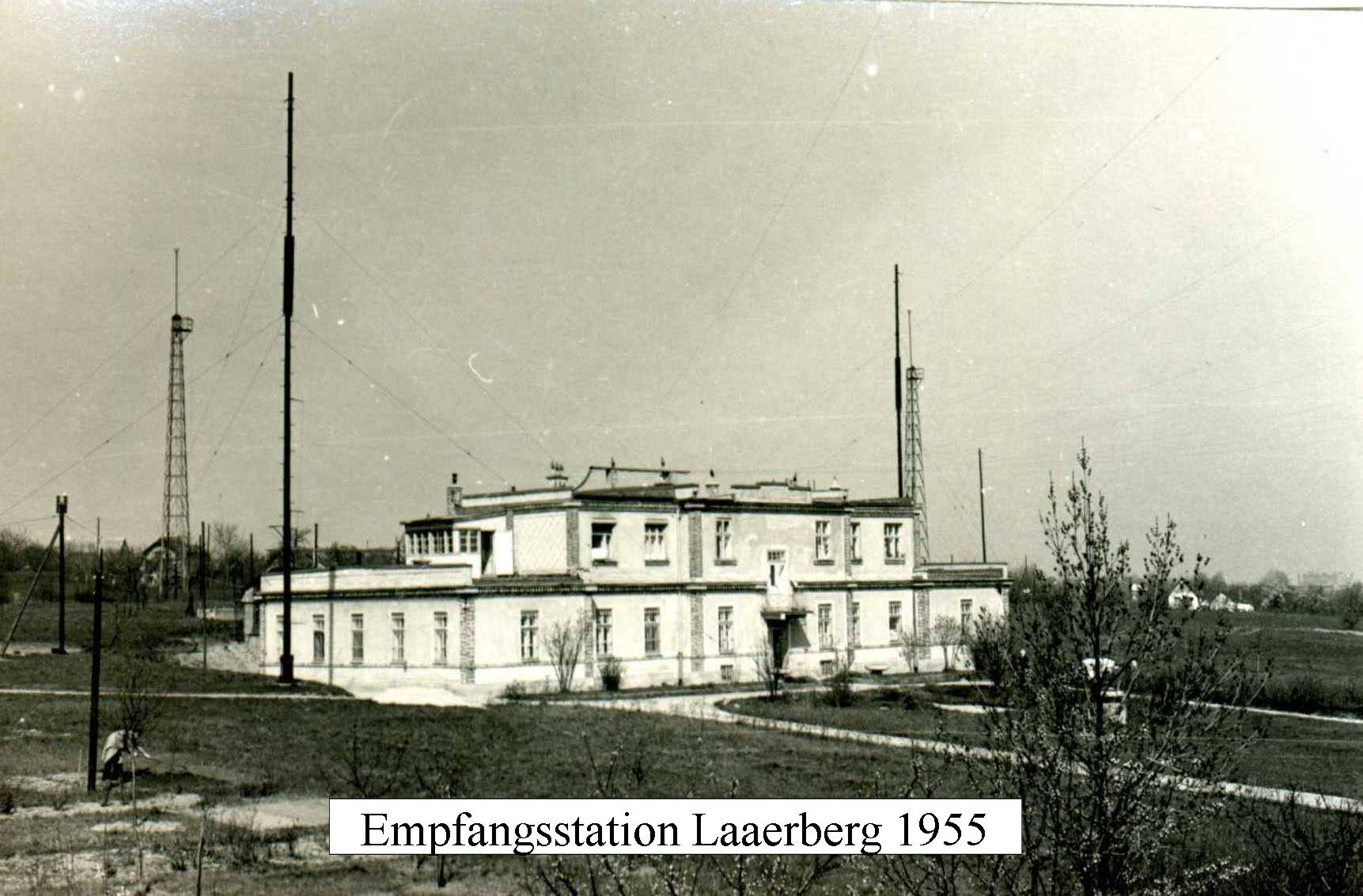
Radiotelegrafiestation Laaer Berg, 1955

Im Jahr 1913 wurde auf dem Osthang des Laaer Bergs eine Radiotelegrafiestation für Kurzwelle errichtet und war bis Ende 1985 als Empfangsanlage in Betrieb. Die Kurzwellenanlage wurde von der ehemaligen staatlichen Firma Radio Austria AG betrieben und diente zusammen mit der Kurzwellensendeanlage in Bad Deutsch-Altenburg der Abwicklung internationaler Telegrafieverbindungen.
Errichtet wurde Radiotelegrafiestation ursprünglich zur Kommunikation des Militärs, insbesondere mit der Marine mittels drahtloser Telegraphie. Im Gründungsjahr 1913 wurde die Station mit einem Lichtbogensender mit 20 kW Sendeleistung in Betrieb genommen, nach Kriegsbeginn wurde die Sendeleistung auf 40 kW gesteigert. Der Sendebetrieb war allerdings nicht zufriedenstellend und so wurde nach Kriegsende eine deutlich größere Sendeanlage für die Radiotelegrafie im ca. 40 km entfernten Bad Deutsch-Altenburg in Betrieb genommen. Die Radiotelegrafiestation am Laaerberg diente ab dann nur noch als Empfangsanlage.

### Filmproduktion

Filmkulisse Sodom und Gomorrha

In den 1920er Jahren war der Laaer Berg ein Zentrum der internationalen Stummfilm-Produktion. Um den heute zum Kurpark Oberlaa zählenden Filmteich (siehe Filmteichstraße) entstanden 1920–1922 zur Produktion von Sodom und Gomorrha der Sascha Filmindustrie große Monumentalkulissen aus Holz und Pappe, die während der Dreharbeiten von – je nach Quelle – 3.000 bis 14.000 Statisten umgeben waren. Dirigiert wurden sie von Regisseur Michael Curtiz (Mihály Kertész), der zwanzig Jahre später in den USA den Kultfilm Casablanca drehte.
Im Bereich der sogenannten Filmstadt steht das Schmerber-Kreuz.

### Weingärten und Siedlungen

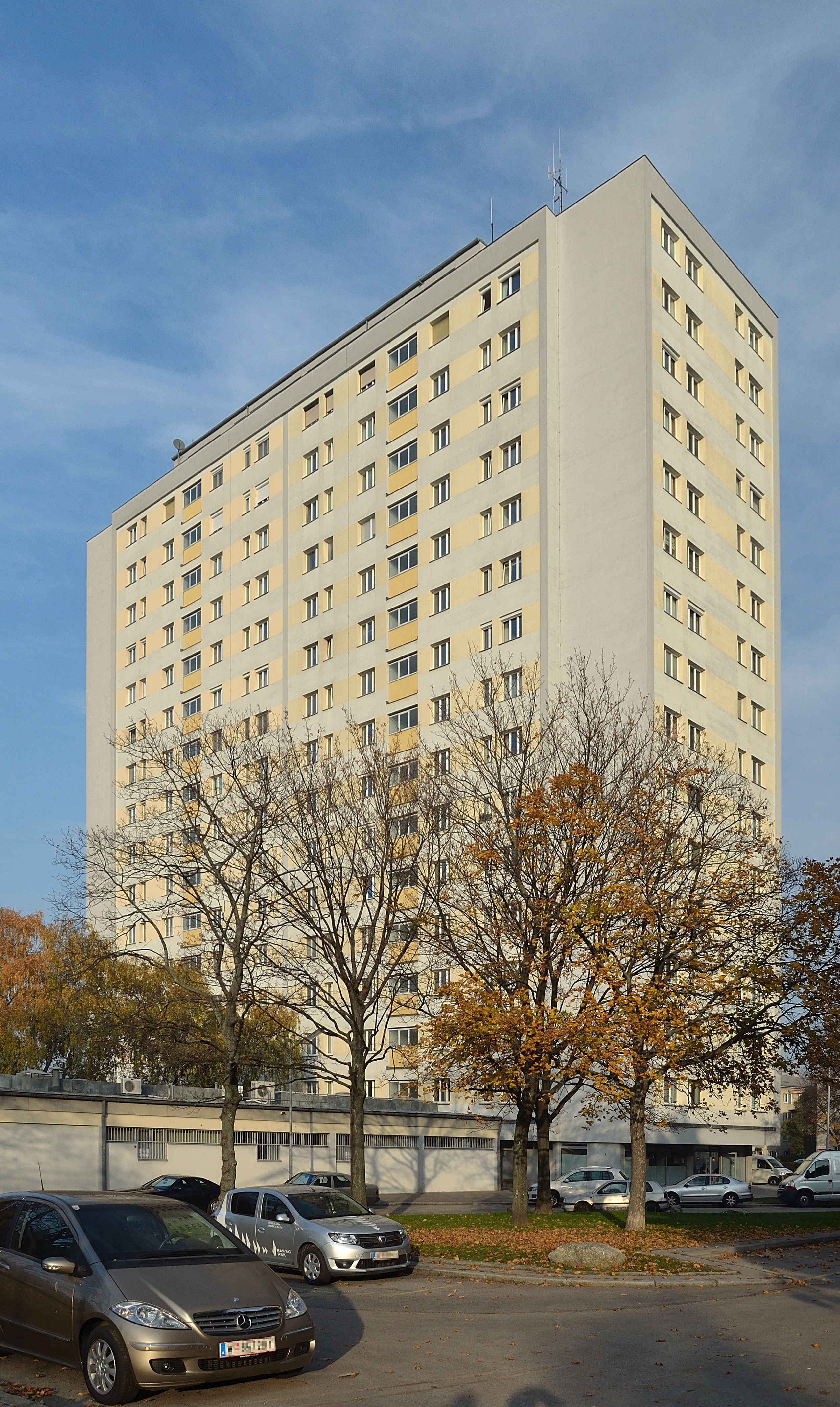
Gemeindebau Laaer-Berg-Straße 32

Auf den Hängen des Laaer Berges befanden sich früher auch Weingärten des Stiftes Klosterneuburg. Aufgrund der entfernten Lage waren die Erträge jedoch für das Stift nicht sehr interessant, weshalb das Gelände dem k.u.k. Militärkommando Arsenal als Truppenübungsplatz überlassen wurde; nach dem Zusammenbruch der Monarchie 1918 nahm das Stift Klosterneuburg das Areal nicht mehr zurück. Das Militärkommando beschloss, die gesamte Fläche an Russland-Heimkehrer des Ersten Weltkrieges zu verteilen. Noch im April 1920 bestand an der Laaerstraße ein Barackenlager (Ukrainische Sammelstelle).
Am 1. Jänner 1919 wurden in der Stiftskaserne die ersten Pachtverträge mit Interessenten abgeschlossen. Die Pacht betrug eine Krone pro Jahr, wobei anfangs eine Verpflichtung zum Gemüseanbau und zur Kleintierhaltung bestand. Im Laufe der Jahrzehnte wurden aus den Zweckgärten der Heimkehrersiedlung schmucke Gärten mit schönen Wohnhäusern und aus den brachliegenden Gründen der aufgelassenen Ziegeleien wurde eine Erholungslandschaft.
Weitere Kleingartenanlagen, Siedlungen und Gemeindewohnanlagen verdichteten die Besiedlung nach und nach. Große Flächen blieben noch frei. Nahe der Favoritenstraße entstand 1925 der später zum Franz-Horr-Stadion, der heutigen Generali-Arena, ausgebaute Fußballplatz.

### Vom Laaerbergbad bis Monte Laa
Nach dem Zweiten Weltkrieg entstanden weitere Wohnsiedlungen, 1966–1977 als größte die Per-Albin-Hansson-Siedlung Ost. Der Bau des Laaerbergbades 1957–1959 (nach Plänen von Erich Franz Leischner), die Nutzbarmachung der Thermalquelle am Nordrand von Oberlaa ab 1969 (heute Therme Wien genannt) und die Abhaltung der Wiener internationalen Gartenschau 1974 (wig74) auf dem Laaer Berg brachten weitere Entwicklungsschübe. Vorerst letztes Großprojekt war das bis 2008 errichtete Siedlungs- und Wohngebiet Monte Laa.

## Verkehrsanbindung

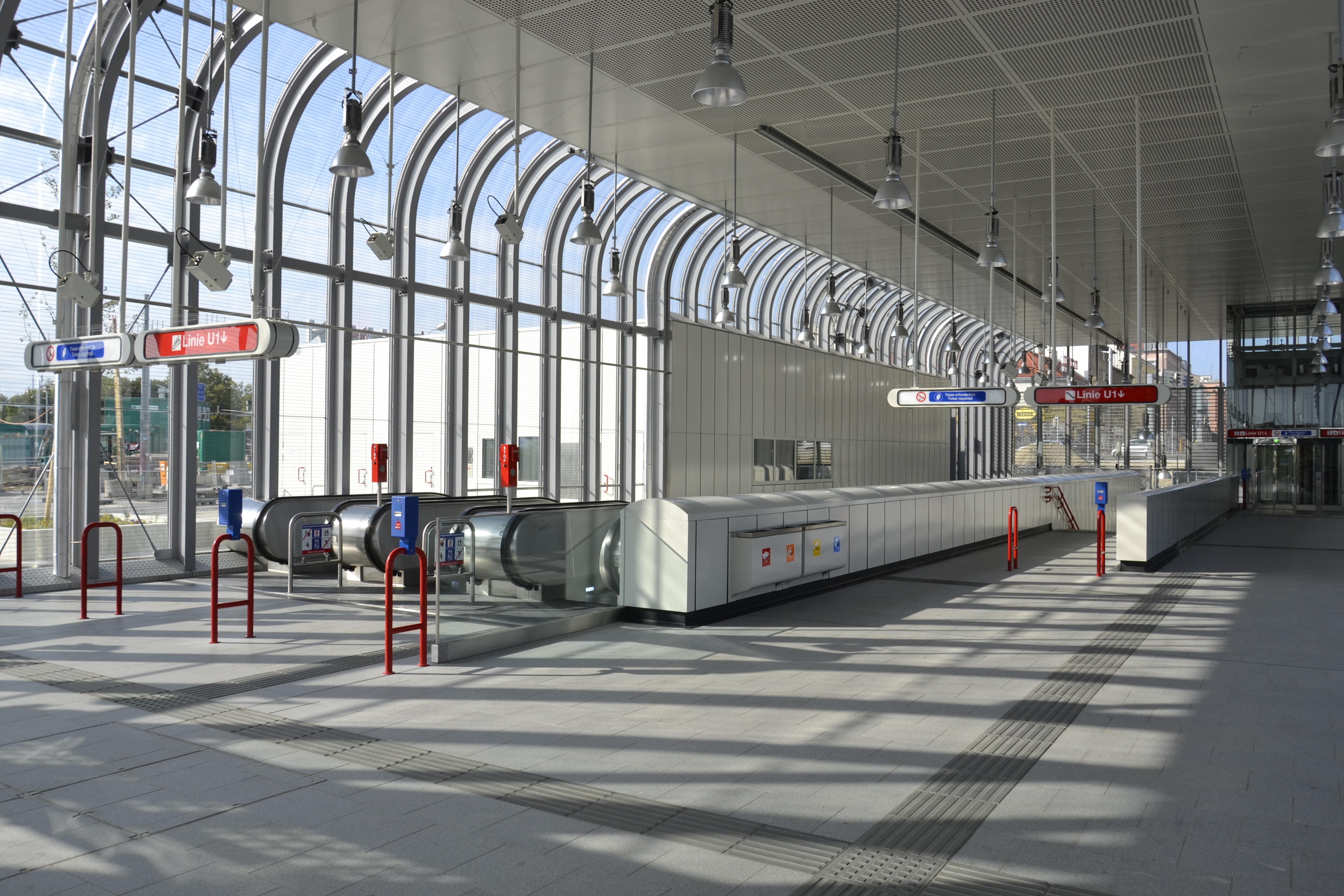
U-Bahn-Station Altes Landgut

Auf Grund der vergleichsweise dünnen Besiedlung wurde der zentrale Bereich des Laaer  Bergs bis heute nicht in das U-Bahn- bzw. Straßenbahnnetz der Stadt einbezogen. Dieser Bereich wird von städtischen Autobuslinien bedient, die von U-Bahn-Stationen aus geführt werden. Dazu kommen, vor allem auf der Laaer-Berg-Straße, regionale Autobuslinien.
Die Straßenbahnlinie 67 verkehrte von 1914 bis 2017 am Westrand des Berges auf der Favoritenstraße in Nord-Süd-Richtung bis Rothneusiedl. Sie wurde anlässlich der internationalen Gartenschau 1974 am Südrand parallel zur Donauländebahn bis zur heutigen Therme Wien (früher Thermalbad Oberlaa) verlängert. 2014 wurde der 67er bis zur Haltestelle Alaudagasse zurückgenommen, damit die Strecke zur Therme Wien U-bahnmäßig ausgebaut werden kann, und im Zuge der Eröffnung der U1-Strecke nach Oberlaa bis Reumannplatz gekürzt.
Entlang der Favoritenstraße und der Donauländebahn ist seit 2. September 2017 die U-Bahn-Linie U1 vom Reumannplatz im Zentrum des Bezirks bis zur neuen Endstation der U1 bei der Therme Wien in Betrieb. Dadurch sind bis etwa 2017 am West- und Südrand des Laaer Berges die U-Bahn-Stationen Altes Landgut, Alaudagasse, Neulaa und Oberlaa entstanden. Die Verlängerung ersetzte großteils den Ostast der Straßenbahnlinie 67.